# Корабіна
Корабіна (пол. Korabina) — село в Польщі, у гміні Боянув Стальововольського повіту Підкарпатського воєводства.
Населення — 369 осіб (2011).
У 1975-1998 роках село належало до Тарнобжезького воєводства.

## Демографія
Демографічна структура станом на 31 березня 2011 року:
|          | Загалом | Допрацездатний вік | Працездатний вік | Постпрацездатний вік |
| -------- | ------- | ------------------ | ---------------- | -------------------- |
| Чоловіки | 188     | 40                 | 133              | 15                   |
| Жінки    | 181     | 40                 | 115              | 26                   |
| Разом    | 369     | 80                 | 248              | 41                   |